# Chiesa di San Nicomede (Borghorst)
La chiesa di San Nicomede è una chiesa cattolica di Borghorst, quartiere di Steinfurt in Germania, nella Renania Settentrionale-Vestfalia.
Costruita sul sito della chiesa dell'abbazia di Borghorst, demolita nel 1885 per poter accogliere un numero maggiore di fedeli, si presenta come una grande chiesa a sala neogotica. Ospita notevoli opere d'arte, molte delle quali parte dell'attrezzatura liturgica della precedente abbazia, tra cui la Croce della collegiata di Borghorst dell'XI secolo e l'originale concerto di campane.

## Storia

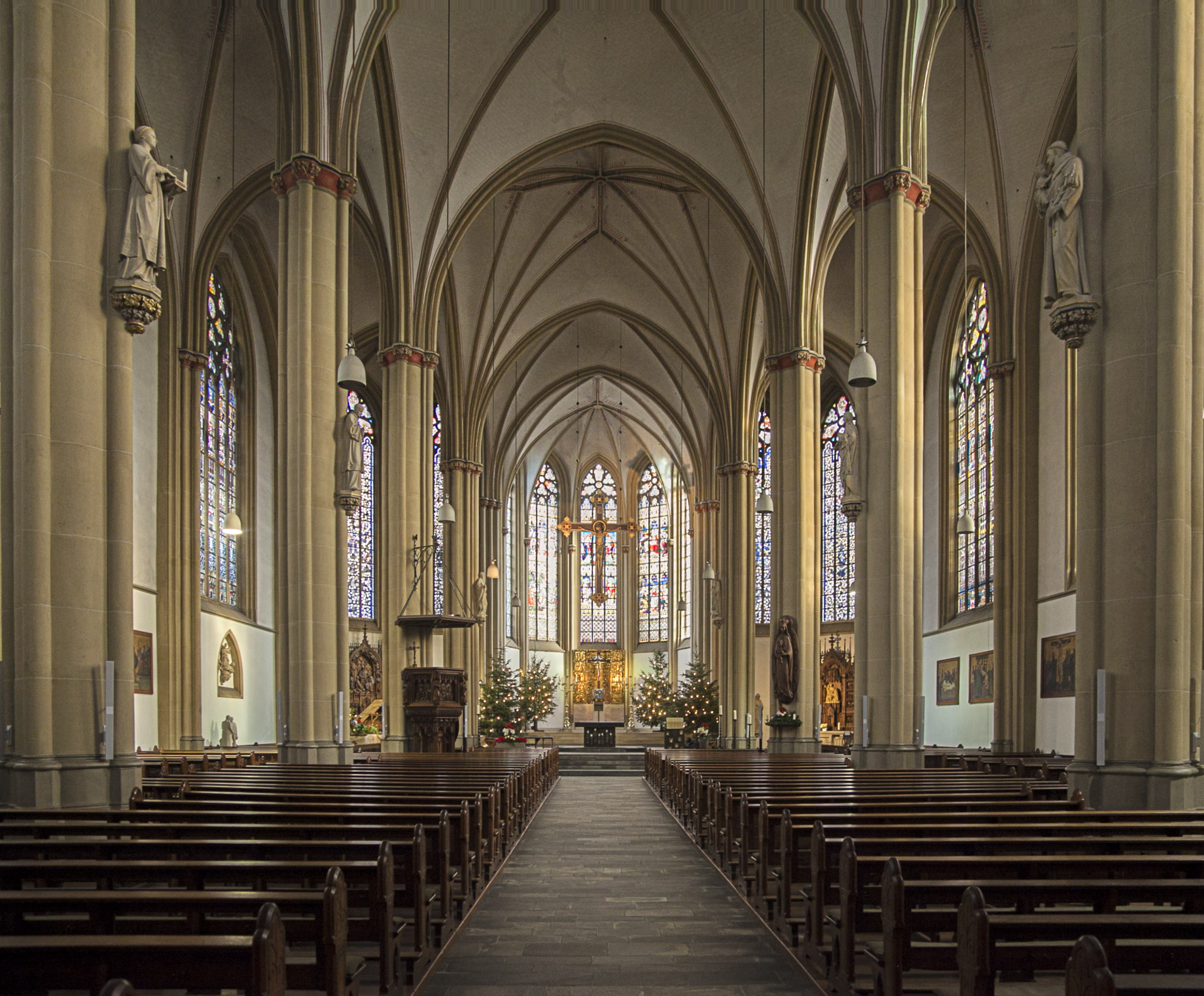
L'interno verso l'altare

La chiesa sorge sul sito dell'ex chiesa collegiata dell'abbazia di Borghorst, demolita nel 1885. Il villaggio di Borghorst, situato fuori dall'area del monastero, era costituito quasi esclusivamente da due lunghe file di case con frontoni, a destra e a sinistra di Emsdettener Straße e Münsterstraße, dalla piazza della chiesa collegiata fino a Katharinenplatz, 500 metri più a sud. Ancora oggi, queste case costituiscono l'asse principale storico della cittadina. Solo con l'industrializzazione, a partire dal 1850 circa, il villaggio continuò a crescere. Lo sviluppo dell'industria tessile, soprattutto dopo la costruzione della ferrovia Münster-Gronau-Enschede, determinò un ulteriore rapido incremento demografico nella seconda metà del XIX secolo. Nel 1861 Borghorst contava 2.063 abitanti, mentre nel 1879 erano già 4.100, cioè un aumento del 100% in 18 anni.
A causa del crescente numero di fedeli, l'ex chiesa abbaziale, quasi unica sopravvissuta dell'antico complesso religioso, non riusciva più a offrire spazio sufficiente. Demolita nel 1885, a partire dal 1886 venne costruita una nuova chiesa in stile neogotico, molto più grande, che assunse la stessa dedica a san Nicomede della chiesa collegiata. Le enormi dimensioni di questa chiesa non sono solo un'indicazione del numero di anime della congregazione, ma rivelano anche il suo elevato potere finanziario dovuto alla rapida industrializzazione. L'architetto della nuova chiesa fu da Hilger Hertel il Vecchio. 

## Descrizione e stile

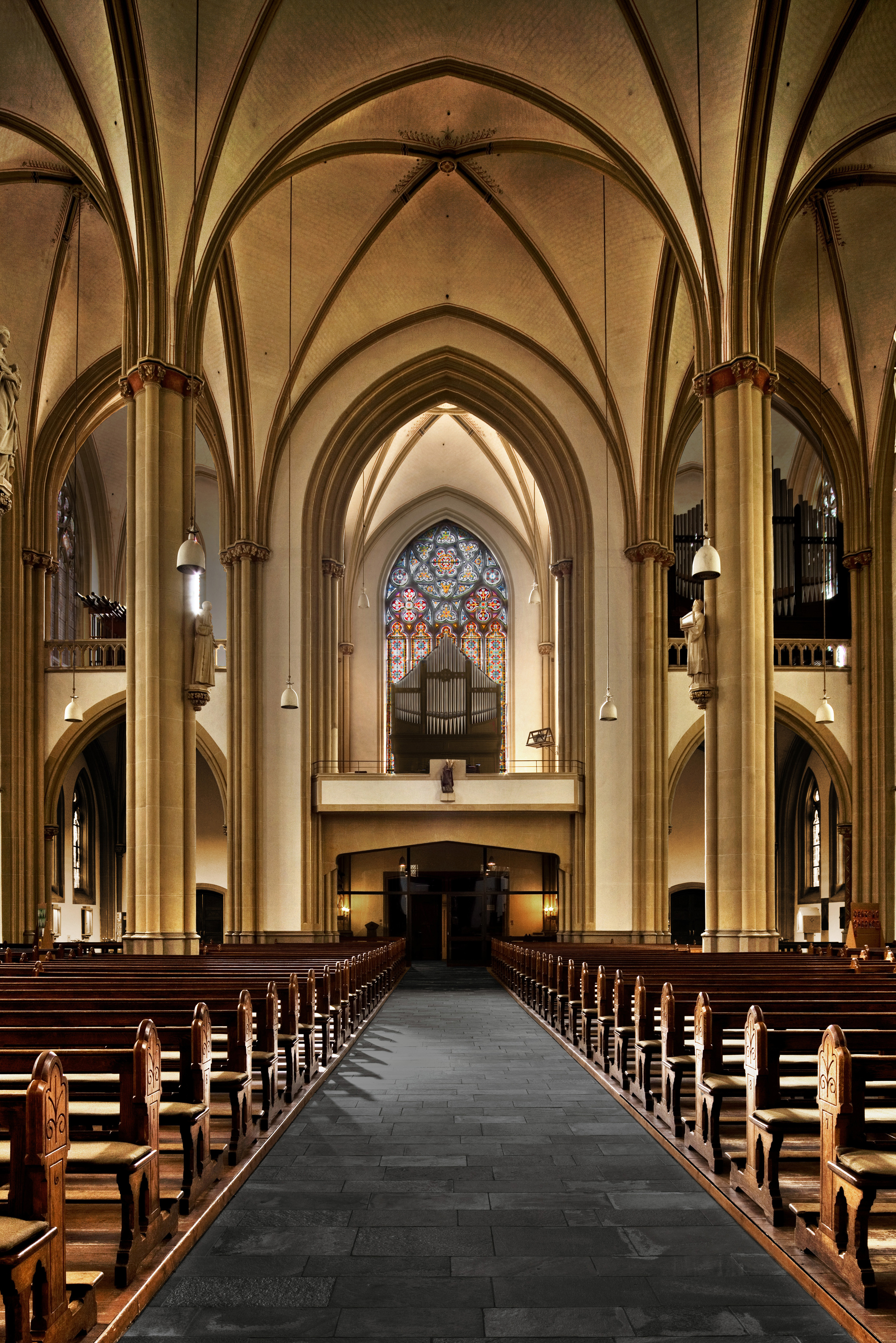
L'interno verso la controfacciata

L'edificio è una chiesa a sala in stile neogotico, interamente realizzata in pietra. Il campanile della chiesa è alto 95 metri.

## Opere d'arte
Nella chiesa di San Nicomede si conservano numerose opere pervenute dalla chiesa precedente e dal territorio. L'opera più importante è la cosiddetta Croce della collegiata di Borghorst (Borghorster Stiftskreuz), una croce reliquiario dorata risalente all'XI secolo, una delle più importanti opere di oreficeria ottoniana della Vestfalia.
La croce fu rubata dalla chiesa il 29 ottobre 2013 e rimase irrintracciabile per diversi anni. Venne infine recuperata intatta nel 2017, dopo che già nel 2015 erano stati arrestati e poi processati tre uomini di Brema come autori del furto. Dopo un attento esame e la messa in opera di un progetto per esporre nuovamente la croce in condizioni di sicurezza, la croce è tornata stabilmente nella chiesa di San Nicomede il 22 giugno 2024.
Altre opere di rilievo conservate nella chiesa sono:
- Un fonte battesimale del XIII secolo del cosiddetto "tipo Bentheim", con base e coperchio in bronzo del XX secolo;
- Un Vesperbild in legno del 1430;
- Anna insegna le Sacre Scritture a Maria, gruppo lapideo del XV secolo;
- Figure dell'altare maggiore barocco della precedente chiesa collegiata, opera dello scultore di Vreden Johann Elsbeck;
- San Nicomede in legno (XVIII secolo);
- San Lorenzo in legno (XVIII secolo);
- Madonna in pietra, databile 1724 dal cronogramma nella dedica;
- Oltre 40 vetrate, colorate da artisti diversi e risalenti al XIX e XX secolo.

### Organo
L'organo della chiesa fu costruito nel 1926-1927 dall'organaro Ludwig Fleiter di Münster. Questo strumento, di stampo romantico-tedesco con timbri orchestrali, fu "baroccozzato" dopo la Seconda guerra mondiale, in base agli ideali sonori che si stavano affermando in quel periodo. In origine lo strumento era collocato come un'unità nella galleria nord-occidentale. Dopo l'installazione di una nuova galleria dell'organo nella sala della torre della chiesa, l'organo positivo è stato collocato nella nuova galleria in una cassa separata. Successivamente la cassa dell'organo positivo venne rinnovata dalla ditta organaria Fleiter e adattata alla facciata della galleria nord. Una parte dei registri del positivo, i chamades, si trovano in una cassa d'organo separata sulla galleria sud-occidentale. Lo strumento è dotato di 68 registri su tre manuali e pedale. I meccanismi di azione e registro sono elettropneumatici.

### Campane
Il campanile della chiesa di San Nicomede possiede un carillon barocco composto in totale da sei campane, tutte provenienti dalla precedente chiesa collegiata demolita. Per questo motivo, si tratta di uno dei pochi concerti di campane storiche di monasteri o collegiate della Vestfalia ancora completamente conservati. Le sei campane sono appese a una cornice di legno risalente al XIX secolo, l'epoca in cui fu costruita l'attuale torre, e sono state fuse da vari maestri. La campana più antica, risalente al 1507 e chiamata "campana del Salvatore" ("Salvatorglocke"), fu realizzata dal fonditore di campane Wolter Westerhues.